# Alioranus pauper
Alioranus pauper là một loài nhện trong họ Linyphiidae.
Loài này thuộc chi Alioranus. Alioranus pauper được Eugène Simon miêu tả năm 1881.